# Sommerhus
Et sommerhus eller fritidshus er en feriebolig, som findes i mange forskellige udformninger. Et sommerhus i Danmark er som regel bygget af træ, men kan også være bygget af andre materialer.
Der er stor forskel på komforten i sommerhuse, helt fra luksussommerhuse med egen pool over mellemklassen med sauna og spa til det helt enkle. Som regel er komforten dog væsentlig bedre end i et kolonihavehus.
Mange sommerhuse bliver udlejet det meste af tiden, eksempelvis via online booking, men nogle anvender selv sommerhuset som weekendbolig.

## Historie
Historien bag feriehuset starter i 1700-tallet, hvor de rigeste bygger store landsteder. Vi skal helt frem til 1800-tallet før nogle kunstnere, primært kunstmalere, opdager, at der er et helt særligt lys ved Skagen og i Nordsjælland. Kunstnerne blev således igangsættere for feriehusbyggeriet, og både kunstnere og det bedre borgerskab opførte feriehuse til eget brug. Fra Hornbæk og Skagen bredtes feriehuskulturen til resten af landet, og i 1920'erne fik den almindelige arbejder ret til 2 ugers ferie. Denne ret satte ekstra gang i feriehusbyggeriet, og der blev siden 1930'erne opført rigtig mange feriehuse mange steder i landet. Feriehusene var af meget forskellig kvalitet, og tit var det blot primitive hytter på et stykke jord.

## Regler for sommerhuse
Reglerne for fritidshuse afhænger af, om det er beliggende i sommerhusområde eller by- og landzone:

### Sommerhusområde

#### Benyttelse
Fritidshuse beliggende i sommerhusområder. Reglerne om benyttelse af husene er reguleret af planloven, som bl.a. fastsætter, at et sommerhus ikke må anvendes til overnatning i perioden fra 1. november til 31. februar. Undtaget herfra er dog kortvarige ferieophold og ophold af pensionister, der har ejet ejendommen i 1 år.

#### Bygning
Bygningsreglementet for småhuse  fastsætter bestemmelser for, hvordan et sommerhus skal/må bygges. Sommerhuses etageareal må maksimalt udgøre 15% af grundens areal, medmindre andet er fastsat i lokalplan.

### By- eller landzone

#### Benyttelse
Anvendelse af fritidshuse i by- og landzone er reguleret i bygge- og zonetilladelser.

#### Bygning
Der er ikke specielle regler for fritidshuse i by- og landzone.

### Forbehold
Danmark har ved tiltrædelsen af EF, og senere ved tiltrædelsen af EU, taget forbehold på sommerhusområdet. Hvis man ikke har fast bopæl i Danmark, og heller ikke tidligere har boet i Danmark i sammenlagt fem år, skal man have Justitsministeriets tilladelse til at erhverve fast ejendom (gælder også folk med dansk statsborgerskab). Er betingelserne i hovedreglen ikke opfyldt får man kun lov til at købe et sommerhus i Danmark, hvis man har en ganske særlig stærk tilknytning, enten til nær familie her i landet eller til ejendommen.

### Udlejning
Reglerne for udlejning af fritidshuse er ikke afhængig af om huset ligger i by-/landzone eller sommerhusområde.